# Ligue adriatique de basket-ball 2016-2017
 (août 2016).
Si vous disposez d'ouvrages ou d'articles de référence ou si vous connaissez des sites web de qualité traitant du thème abordé ici, merci de compléter l'article en donnant les références utiles à sa vérifiabilité et en les liant à la section « Notes et références ».
Navigation
2015-2016 2017-2018
| \| Bar Étoile rouge / · FMP / Partizan Aleksandrovac Ljubljana Novo Mesto Podgorica Karpoš / · MZT Sremska Mitrovica Zadar Cedevita / Cibona \| Clubs localisés en ex-Yougoslavie. |
| Bar Étoile rouge / · FMP / Partizan Aleksandrovac Ljubljana Novo Mesto Podgorica Karpoš / · MZT Sremska Mitrovica Zadar Cedevita / Cibona                                          |

La saison 2016-2017 de la ABA Liga j.t.d. est la seizième édition de la ligue adriatique de basket-ball et la deuxième sous cette appellation. Elle oppose les quatorze meilleurs clubs d'ex-Yougoslavie sélectionnés selon le coefficient national de leur pays (Serbie : 4; Croatie : 3; Macédoine, Monténégro et Slovénie : 2; Bosnie-Herzégovine : 1) en une série de vingt-six journées.
L'Étoile rouge de Belgrade défend son titre face aux treize équipes ayant obtenu leur qualification par le biais de leur championnat respectif.
Les quatre meilleures équipes de la saison régulière sont qualifiés pour les playoffs. Le vainqueur du tournoi est désigné champion de la ligue adriatique.

## Formule de la compétition
Quatorze équipes s'affrontent lors de la saison régulière sous forme de matches aller-retour. Chaque formation dispute vingt-six rencontres, soit treize à domicile et treize à l'extérieur. À la fin de la saison, les quatre meilleures équipes sont qualifiées pour les playoffs. Le vainqueur des playoffs est couronné champion de la ligue adriatique.
Les playoffs se tiennent à partir du 18 mars 2016 et se déroulent en deux tours : demi-finales et finale.
Les demi-finales se déroulent au meilleur des trois manches. La première rencontre se joue chez l'équipe la mieux classée lors de la saison régulière, puis la seconde chez l'équipe la moins bien classée lors de la saison régulière, et l'éventuelle troisième à nouveau chez l'équipe la mieux classée. Si une équipe atteint les deux victoires avant le match 3, ce dernier n'est pas disputé.
La finale se déroule quant à elle au meilleur des cinq manches. La première rencontre se joue chez l'équipe la mieux classée lors de la saison régulière. Si une équipe atteint les trois victoires avant les matchs 4 ou 5, ces derniers ne sont pas disputés.

## Clubs engagés
| Club                     | Entraîneur         | Depuis | Salle                                     | Capacité théorique | Saisons en ABA Liga | Ville                               |
| ------------------------ | ------------------ | ------ | ----------------------------------------- | ------------------ | ------------------- | ----------------------------------- |
| Budućnost Podgorica      | Vlado Šćepanović   | 2016   | Sportski centar Morača                    | 4 570              | 13                  | Podgorica ( Monténégro)             |
| Cedevita                 | Veljko Mršić       | 2015   | Dom Sportova                              | 7 500              | 7                   | Zagreb ( Croatie)                   |
| Cibona                   | Damir Mulaomerović | 2015   | Košarkaški centar Dražen Petrović         | 5 400              | 15                  | Zagreb ( Croatie)                   |
| Étoile rouge de Belgrade | Dejan Radonjić     | 2013   | Dvorana Aleksandar Nikolić                | 8 150              | 14                  | Belgrade ( Serbie)                  |
| FMP Železnik             | Slobodan Klipa     | 2015   | Košarkaška dvorana FMP Železnik           | 3 000              | 7                   | Belgrade ( Serbie)                  |
| Karpoš Sokoli            | Siniša Matić       | 2015   | Sportski centar Boris Trajkovski          | 8 000              | 0                   | Skopje ( Macédoine du Nord)         |
| Igokea                   | Dragan Bajić       | 2015   | Sportska dvorana Laktaši                  | 3 050              | 5                   | Aleksandrovac ( Bosnie-Herzégovine) |
| Krka Novo Mesto          | Dejan Mihevc       | 2016   | Športska dvorana Leona Štuklja Novo Mesto | 3 000              | 10                  | Novo Mesto ( Slovénie)              |
| Mega Leks                | Dejan Milojević    | 2012   | Sportska dvorana Pinki                    | 3 000              | 3                   | Sremska Mitrovica ( Serbie)         |
| Mornar Bar               | Đorđije Pavićević  | 2016   | Sportska centar Topolica Bar              | 2 625              | 0                   | Bar ( Monténégro)                   |
| MZT Skopje Aerodrom      | Emil Rajković      | 2016   | Sportski centar Jane Sandanski            | 7 500              | 4                   | Skopje ( Macédoine du Nord)         |
| Partizan Belgrade        | Aleksandar Džikić  | 2016   | Dvorana Aleksandar Nikolić                | 8 150              | 12                  | Belgrade ( Serbie)                  |
| Union Olimpija           | Gašper Okorn       | 2016   | Dvorana Stožice                           | 12 480             | 15                  | Ljubljana ( Slovénie)               |
| Zadar                    | Ante Matulović     | 2016   | Dvorana Krešimir Ćosić                    | 9 000              | 14                  | Zadar ( Croatie)                    |

Légende des couleurs
- Champion en titre
- Vice-champion en titre

## Saison régulière

### Classement
| Rang | Équipe              | Pts | J | G | P | Pp | Pc | Diff |
| ---- | ------------------- | --- | - | - | - | -- | -- | ---- |
| 1    | Budućnost Podgorica | 0   | 0 | 0 | 0 | 0  | 0  |      |
| 2    | Cedevita            | 0   | 0 | 0 | 0 | 0  | 0  |      |
| 3    | Cibona              | 0   | 0 | 0 | 0 | 0  | 0  |      |
| 4    | Étoile rouge T      | 0   | 0 | 0 | 0 | 0  | 0  |      |
| 5    | FMP Železnik        | 0   | 0 | 0 | 0 | 0  | 0  |      |
| 6    | Karpoš Sokoli       | 0   | 0 | 0 | 0 | 0  | 0  |      |
| 7    | Igokea              | 0   | 0 | 0 | 0 | 0  | 0  |      |
| 8    | Krka Novo Mesto     | 0   | 0 | 0 | 0 | 0  | 0  |      |
| 9    | Mega Leks F         | 0   | 0 | 0 | 0 | 0  | 0  |      |
| 10   | Mornar Bar          | 0   | 0 | 0 | 0 | 0  | 0  |      |
| 11   | MZT Skopje Aerodrom | 0   | 0 | 0 | 0 | 0  | 0  |      |
| 12   | Partizan Belgrade   | 0   | 0 | 0 | 0 | 0  | 0  |      |
| 13   | Union Olimpija      | 0   | 0 | 0 | 0 | 0  | 0  |      |
| 14   | Zadar               | 0   | 0 | 0 | 0 | 0  | 0  |      |

| Légende :                           |
| - Qualification pour les playoffs   |
| T : Tenant du titre                 |
| F : Finaliste de ABA Liga 2015-2016 |
| 0                                   |
| Source: aba-liga.com                |

### Matches
| Résultats (dom.\ext.)                                              | BPO | CED | CIB | ÉRB | FMP | KSO | IGO | KNM | MLE | MBA | MZT | PBE | UOL | ZAD |
| Budućnost Podgorica                                                |     | -   | -   | -   | -   | -   | -   | -   | -   | -   | -   | -   | -   | -   |
| Cedevita                                                           | -   |     | -   | -   | -   | -   | -   | -   | -   | -   | -   | -   | -   | -   |
| Cibona                                                             | -   | -   |     | -   | -   | -   | -   | -   | -   | -   | -   | -   | -   | -   |
| Étoile rouge                                                       | -   | -   | -   |     | -   | -   | -   | -   | -   | -   | -   | -   | -   | -   |
| FMP Železnik                                                       | -   | -   | -   | -   |     | -   | -   | -   | -   | -   | -   | -   | -   | -   |
| Karpoš Sokoli                                                      | -   | -   | -   | -   | -   |     | -   | -   | -   | -   | -   | -   | -   | -   |
| Igokea                                                             | -   | -   | -   | -   | -   | -   |     | -   | -   | -   | -   | -   | -   | -   |
| Krka Novo Mesto                                                    | -   | -   | -   | -   | -   | -   | -   |     | -   | -   | -   | -   | -   | -   |
| Mega Leks                                                          | -   | -   | -   | -   | -   | -   | -   | -   |     | -   | -   | -   | -   | -   |
| Mornar Bar                                                         | -   | -   | -   | -   | -   | -   | -   | -   | -   |     | -   | -   | -   | -   |
| MZT Skopje Aerodrom                                                | -   | -   | -   | -   | -   | -   | -   | -   | -   | -   |     | -   | -   | -   |
| Partizan Belgrade                                                  | -   | -   | -   | -   | -   | -   | -   | -   | -   | -   | -   |     | -   | -   |
| Union Olimpija                                                     | -   | -   | -   | -   | -   | -   | -   | -   | -   | -   | -   | -   |     | -   |
| Zadar                                                              | -   | -   | -   | -   | -   | -   | -   | -   | -   | -   | -   | -   | -   |     |
| - Victoire à domicile - Victoire à l'extérieur - Match non disputé |     |     |     |     |     |     |     |     |     |     |     |     |     |     |

Source: aba-liga.com.

### Leaders statistiques
| Catégorie                     | Joueur | Équipe | Moyenne |
| ----------------------------- | ------ | ------ | ------- |
| Évaluation par match          |        |        |         |
| Points par match              |        |        |         |
| Rebonds par match             |        |        |         |
| Rebonds défensifs par match   |        |        |         |
| Rebonds offensifs par match   |        |        |         |
| Passes décisives par match    |        |        |         |
| Interceptions par match       |        |        |         |
| Balles perdues par match      |        |        |         |
| Contres par match             |        |        |         |
| Fautes par match              |        |        |         |
| Fautes provoquées par match   |        |        |         |
| Dunks par match               |        |        |         |
| Pourcentage aux tirs          |        |        |         |
| Pourcentage aux lancer-francs |        |        |         |
| Pourcentage à 2 points        |        |        |         |
| Pourcentage à 3 points        |        |        |         |

Source: aba-liga.com.

## Playoffs
|  | Demi-finales | Demi-finales | Demi-finales | Demi-finales | Demi-finales |  |  | Finale | Finale | Finale | Finale | Finale | Finale | Finale |  |  |  |  |  |  |  |
|  |              |              |              |              |              |  |  |        |        |        |        |        |        |        |  |  |  |  |  |  |  |
|  | 1            |              |              |              |              |  |  |        |        |        |        |        |        |        |  |  |  |  |  |  |  |
|  | 4            |              |              |              |              |  |  |        |        |        |        |        |        |        |  |  |  |  |  |  |  |
|  |              |              |              |              |              |  |  |        |        |        |        |        |        |        |  |  |  |  |  |  |  |
|  |              |              |              |              |              |  |  |        |        |        |        |        |        |        |  |  |  |  |  |  |  |
|  |              |              |              |              |              |  |  |        |        |        |        |        |        |        |  |  |  |  |  |  |  |
|  | 2            |              |              |              |              |  |  |        |        |        |        |        |        |        |  |  |  |  |  |  |  |
|  |              |              |              |              |              |  |  |        |        |        |        |        |        |        |  |  |  |  |  |  |  |
|  | 3            |              |              |              |              |  |  |        |        |        |        |        |        |        |  |  |  |  |  |  |  |

Source: aba-liga.com.